# Aleksander Motturi
Antti Lateef Aleksander Motturi, född 23 februari 1970, är en svensk författare, dramatiker och filosof från Västra Frölunda i Göteborg. 

## Biografi
Aleksander Motturi disputerade i filosofi 2003 vid Åbo Akademi på en avhandling om Ludwig Wittgensteins kritik av antropologen James George Frazer. 
Åtta år senare debuterade han som romanförfattare med Diabetikern (Norstedts 2011) som skildrar en man som blir förälskad, närmast besatt av sin sjukdom.
I hans andra roman Svindlarprästen (Norstedts 2012) tecknas ett porträtt av fadern John Tejpar som föddes som muslim i dåvarande Tanganyikas huvudstad Dar es Salaam till föräldrar med indiskt ursprung men som sedan skickas till Indien för bibelstudier av kristna missionärer (Gustav Bernander) men återvänder och inleder en bana som internationellt verksam bedragare.
2017 utkom den autofiktiva romanen Broder (Norstedts) där berättaren är en författare som följer sin bror Kimo under hans sista tid i livet. Boken vann Sveriges Radios romanpris som delades ut på Stadsbiblioteket i Göteborg den 27 april 2018.
I  romanen, Onåbara (Norstedts 2018), söker en homosexuell flykting från Syrien upp en svensk författare i hopp om att han ska skildra hans historia om det glamourösa gaylivet i Kairo, Damaskus och andra städer i Mellanöstern. Förhoppningarna grusas när det visar sig att författaren blir alltmer upptagen av det våld och elände som gömmer sig bakom flyktingens erfarenhet än erotiskt laddade berättelser om kärlek och svek.   
Tillsammans med författaren Andrzej Tichý har han även skrivit romanen Skymningszoner (Nirstedt/litteratur 2020).    
Aleksander Motturi har, sedan starten 1993, ingått i redaktionsrådet för kulturtidskriften Glänta. Under en resa till Ghana 2003 kom han i kontakt med Peter Ekwiri som flytt till Sverige från södra Sudan för att sedan dumpas i Accra. Mötet med Ekwiri, som ägde rum i ett f.d. slavfort som byggts om till fängelse, resulterade i en essä i Glänta.   
I samband med detta föddes Clandestino Festival och en rad andra internationella kulturprojekt som drivs av Clandestino Institut. Inom ramen för Clandestino Instituts verksamhet har även Etnotism – en essä om mångkultur, rasism och tystnad (Glänta 2007), Förvaret (medförfattare Johannes Anyuru), ett drama som hade premiär på Göteborgs stadsteater 2009. Han har också skrivit pjäsen Pappersgudarna 2011, som satts upp på Angereds teater i regi av scenografen Ulla Kassius.
I januari 2014 hade Aleksander Motturis egenproducerade essäfilm Thaumazein – där fallet Peter Ekwiri återupptas  – premiär på Göteborg Film Festival. I filmen ger Ekwiri sin syn på de frågor som återfinns på Paul Gaugains mästerverk: Vad är vi? Varifrån kommer vi? Vart är vi på väg? Flyktingens filosofiska svar växer fram mot bakgrund av en historia om statligt sanktionerade asylrättsbrott som gestaltats med klipp ur Andreas Rocksén och Erik Sandbergs dokumentärfilm Fortet Europa. Filmen har bland annat visats av Gayatri Spivak på Columbia University.
| ” | Med imponerande djärvhet och säkert handlag skildrar Aleksander Motturi såväl ett internationellt svindlaräventyr som en sons personliga sökande efter en motsägelsefull far. | „ |
| – Jurymotivering för nominering av Aleksander Motturi för Vi:s litteraturpris 2012 för Svindlarprästen | |   |

## Priser och utmärkelser
- 2012 – Albert Bonniers Stipendiefond för svenska författare
- 2012 – Nominerad till Tidningen Vi:s litteraturpris 2012
- 2014 – Göteborgs Stads författarstipendium
- 2017 – Anna Ahrenberg: Grez sur Loing
- 2017 – Årets författare i väst (nominerad)
- 2017 – Samfundets De Nios Julpris
- 2018 – Västra Götalands arbetsstipendium
- 2018 – Sveriges Radios romanpris 2018 för Broder
- 2021 – Göteborgs Stads Arbetsstipendium för författare[3]